# Pinanga curranii
Pinanga curranii är en enhjärtbladig växtart som beskrevs av Odoardo Beccari. Pinanga curranii ingår i släktet Pinanga och familjen Arecaceae. Inga underarter finns listade i Catalogue of Life.